# 2006년 오리콘 1위 싱글 목록
일본에서 한 주간 가장 많이 팔린 싱글은 오리콘 주간 차트에 실리며, 이 차트는 오리콘이 발행하는 잡지 《오리스타》에 개제된다. 판매량은 한 주 동안의 각 싱글의 판매량을 기준으로 오리콘이 종합한다.

## 차트 기록
| 발행일    | 싱글                                      | 가수                        | 참고                                |
| --------- | ----------------------------------------- | --------------------------- | ----------------------------------- |
| 1월 2일   | 「SNOW! SNOW! SNOW!」                     | KinKi Kids                  | 2006년 1월 1위                      |
| 1월 9일   | (미발표)                                  | (미발표)                    |                                     |
| 1월 16일  | 「青春アミーゴ」                          | 슈지와 아키라               | 통산 3주                            |
| 1월 23일  | 「feel」                                  | 코다 쿠미                   |                                     |
| 1월 30일  | 「Venus」                                 | 타키 & 츠바사               |                                     |
| 2월 6일   | 「衝動」                                  | B'z                         | 2006년 2월 1위                      |
| 2월 13일  | 「ソメイヨシノ」                          | ENDLICHERI☆ENDLICHERI       |                                     |
| 2월 20일  | 「Mr.Traveling Man」                      | TOKIO                       |                                     |
| 2월 27일  | 「ワルドアパト」                          | ASIAN KUNG-FU GENERATION    |                                     |
| 3월 6일   | 「SEASON'S CALL」                         | Hyde                        |                                     |
| 3월 13일  | 「YES!」                                  | EXILE                       |                                     |
| 3월 20일  | 「Startin'/Born To Be...」                | 하마사키 아유미             |                                     |
| 3월 27일  | 「サヤエンドウ/裸足のシンデレラボーイ」   | NEWS                        | 2006년 3월 1위                      |
| 4월 3일   | 「Real Face」                             | KAT-TUN                     | 3주 연속, 2006년 1위 2006년 4월 1위 |
| 4월 10일  | 「Real Face」                             | KAT-TUN                     | 3주 연속, 2006년 1위 2006년 4월 1위 |
| 4월 17일  | 「Real Face」                             | KAT-TUN                     | 3주 연속, 2006년 1위 2006년 4월 1위 |
| 4월 24일  | 「ゆるぎないものひとつ」                  | B'z                         |                                     |
| 5월 1일   | 「Dear WOMAN」                            | SMAP                        | 2006년 5월 1위                      |
| 5월 8일   | 「旅人」                                  | 게쓰메이시                  | 2주 연속                            |
| 5월 15일  | 「旅人」                                  | 게쓰메이시                  | 2주 연속                            |
| 5월 22일  | 「チャンピオーネ」                        | ORANGE RANGE                |                                     |
| 5월 29일  | 「きっと大丈夫」                          | 아라시                      |                                     |
| 6월 5일   | 「milk tea/美しき花」                     | 후쿠야마 마사하루           |                                     |
| 6월 12일  | 「抱いてセニョリータ」                    | 야마시타 토모히사           | 2006년 6월 1위                      |
| 6월 19일  | 「SPLASH!」                               | B'z                         |                                     |
| 6월 26일  | 「グッデイ!!」                            | V6                          |                                     |
| 7월 3일   | 「BLUE BIRD」                             | 하마사키 아유미             |                                     |
| 7월 10일  | 「The Rainbow Star」                      | ENDLICHERI☆ENDLICHERI       |                                     |
| 7월 17일  | 「箒星」                                  | Mr.Children                 |                                     |
| 7월 24일  | 「Deep in your heart/+MILLION but -LOVE」 | 도모토 코이치               |                                     |
| 7월 31일  | 「SIGNAL」                                | KAT-TUN                     | 2006년 7월 1위                      |
| 8월 7일   | 「夏模様」                                | KinKi Kids                  |                                     |
| 8월 14일  | 「アオゾラペダル」                        | 아라시                      |                                     |
| 8월 21일  | 「DIRTY OLD MAN ～さらば夏よ～」          | 사잔 올 스타즈              |                                     |
| 8월 28일  | 「アカツキの詩」                          | 스키마스위치                |                                     |
| 9월 4일   | 「宙船（そらふね）／do! do! do」          | TOKIO                       |                                     |
| 9월 11일  | 「フィーバーとフューチャー」              | GYM                         |                                     |
| 9월 18일  | 「タイヨウのうた」                        | 아마네 카오루               | 2006년 9월 1위                      |
| 9월 25일  | 「夏音 / 変な夢～THOUSAND DREAMS～」      | GLAY                        |                                     |
| 10월 2일  | 「タイヨウのうた」                        | 아마네 카오루               | 통산 2주                            |
| 10월 9일  | 「三日月」                                | 아야카                      |                                     |
| 10월 16일 | 「Winding Road」                          | 포르노그라피티              |                                     |
| 10월 23일 | 「ありがとう」                            | SMAP                        | 2006년 10월 1위                     |
| 10월 30일 | 「夢のうた / ふたりで...」                | 코다 쿠미                   |                                     |
| 11월 6일  | 「シーサイド・ばいばい」                  | 키사라즈 캐츠아이 feat. MCU |                                     |
| 11월 13일 | 「Ready Go!」                             | WaT                         |                                     |
| 11월 20일 | 「歩いてる」                              | 모닝구무스메                |                                     |
| 11월 27일 | 「しるし」                                | Mr.Children                 | 2006년 11월 1위                     |
| 12월 4일  | 「涙のふるさと」                          | BUMP OF CHICKEN             |                                     |
| 12월 11일 | 「Harmony of December」                   | KinKi Kids                  |                                     |
| 12월 18일 | 「僕らの街で」                            | KAT-TUN                     | 2006년 12월 1위                     |
| 12월 25일 | 「関風ファイティング」                    | 칸쟈니∞                     |                                     |

## 특이 사항
2006년 9월 1위곡은 코다 쿠미의 「4 hot wave」이다.

## 연간 TOP 10
※ 집계: 2005년 12월 5일 - 2006년 12월 18일
- 1위: KAT-TUN 「Real Face」
- 2위: 레미오로멘 「粉雪」
- 3위: 슈지와 아키라 「青春アミーゴ」
- 4위: 야마시타 토모히사 「抱いてセニョリータ」
- 5위: KAT-TUN 「SIGNAL」
- 6위: EXILE 「ただ…逢いたくて」
- 7위: Mr.Children 「しるし」
- 8위: 쇼난노카제 「純恋歌」
- 9위: BUMP OF CHICKEN 「supernova/カルマ」
- 10위: 아마네 카오루「タイヨウのうた」